# Josef Settele
Josef Settele (* 23. Mai 1961 in Marktoberdorf) ist ein deutscher Biologe, Lepidopterologe, Wissenschaftler am Helmholtz-Zentrum für Umweltforschung – UFZ und außerplanmäßiger Professor an der Martin-Luther-Universität Halle-Wittenberg. Seit 2020 ist er Mitglied im Sachverständigenrat für Umweltfragen.

## Leben
Settele begann 1982 sein Studium der Agrarbiologie an der Universität Hohenheim. 1985 forschte er auf den Philippinen. 1988 legte er das Diplom ab Zur Ökologie der terrestrischen Arthropodenfauna philippinischer Reisterrassen (Provinz Ifugao, Nord-Luzon) – unter vergleichender Betrachtung der Verhältnisse bei „traditioneller“ und „moderner“ Anbauweise. Zwischen 1989 und 1992 arbeitete er als Wissenschaftlicher Mitarbeiter am Institut für Agrarökologie der Tropen und Subtropen der Universität Hohenheim, wo er 1992 promoviert wurde. Seit 1993 arbeitet er am Helmholtz-Zentrum für Umweltforschung – UFZ. Nach seiner Habilitation im Jahre 1996 war er bis 2002 Privatdozent für Landschafts- und Agrarökologie an der Universität Hohenheim. Seit November 2002 war er Privatdozent für Ökologie an der Martin-Luther-Universität Halle-Wittenberg und wurde 2016 außerplanmäßiger Professor.
Sein Spezialgebiet ist die Schmetterlingskunde (Lepidopterologie), wozu er mehrere Bücher schrieb. Josef Settele arbeitet zum Naturschutz und zur Evolution von Insekten. Er beschäftigt sich mit der biologischen Vielfalt in Abhängigkeit von der Landnutzung.

## COVID-19-Pandemie
Die COVID-19-Pandemie sieht Settele als Teil einer Triple-Krise. Der elementare Zusammenhang zwischen Artenvielfalt, Klimawandel und steigender Gefahr von Pandemien, die sich wechselseitig bedingen und befeuern, sei wissenschaftlich belegt, aber noch viel zu wenig ins öffentliche Bewusstsein gerückt.

## Veröffentlichungen (Auswahl)
- mit Dirk Rossmann: Keine Zeit für Pessimismus: Ideen für eine bessere Welt. Quadriga, Köln 2025, ISBN 978-3-86995-158-4
- Die Triple-Krise. Artensterben, Klimawandel, Pandemien. Edel Books, Hamburg 2020, ISBN 978-3-8419-0653-3.
- mit Lyubomir Penev, Teodor Georgiev, Ralf Grabaum und Vesna Grobelnik: Atlas of Biodiversity Risk. Pensoft Publishers, Sofia 2011, ISBN 978-954-642-446-4
- mit Martin Konvika und Hans Van Dyck: Ecology of Butterflies in Europe. Cambridge University Press, London 2009, ISBN 978-0-521-74759-2
- mit Roland Steiner und Gabriel Hermann: Ökologie einer aussterbenden Population des Segelfalters Iphiclides podalirius (Linnaeus, 1758). Pensoft Publishers, Sofia 2007, ISBN 978-954-642-289-7
- mit Roland Steiner: Schmetterlinge: Die Tagfalter Deutschlands. Ulmer Verlag, Stuttgart 2005, ISBN 3-8001-4167-1
- Die Tagfalter Deutschlands. Ulmer Verlag Stuttgart 2000, ISBN 3-8001-3519-1
- mit Michael Sommer und Heike Michelsen: Countdown für den Dschungel. Ökologie und Ökonomie des tropischen Regenwaldes. Schmetterling Verlag, Stuttgart 1990, ISBN 978-3-926369-21-5